# Chiesa di Santa Maria la Rossa
La chiesa di Santa Maria la Rossa (detta anche "Santa Maria alla Fonte" o più comunemente "Chiesa Rossa") è una chiesa di Milano, che sorge lungo il Naviglio Pavese all'altezza della Conca Fallata. Dà il nome al quartiere Chiesa Rossa.

## Storia
Negli scavi effettuati nel 2002 si sono trovati segni della presenza di un edificio di legno già all'epoca dell'inizio dell'Impero romano. All'edificio di legno seguì una struttura in mattoni di cui rimangono i resti dei canali di riscaldamento del pavimento (ipocausto) (I-III secolo).
Tra il quarto e il sesto secolo l'edificio viene allargato con un sacello a croce libera (già identificato negli scavi del 1966) con mosaici attribuibili al II secolo, preceduto da un nartece. Tra il sesto e settimo secolo viene aggiunta una stanza. Tra il settimo e l'ottavo secolo la costruzione viene in parte demolita lasciando isolata la parte cruciforme che assume un ruolo religioso, circondata da una necropoli. In epoca carolingia viene aggiunto un portico al nartece e cresce il cimitero intorno.
Nel X secolo l'edificio viene demolito per fare posto all'attuale costruzione romanica con un nuovo cimitero sul lato nord dell'edificio.
Le prime memorie storiche dell'antica basilica di Santa Maria risalgono al tardo secolo X. Nota anticamente come Santa Maria ad Fonticulum o Santa Maria di Fonteggio, dal nome della località: Fontegium o Fonticulum. Sul principio del XII secolo venne fondato un monastero di monache dell'ordine di San Benedetto.
Bonvesin de la Riva nel suo De magnalibus urbis Mediolani riporta che le truppe dei Milanesi si attestarono a Fontigium e fecero scorrere l'acqua sull'esercito di Federico II che assediava Milano. Nel 1300 il convento in decadenza passò sotto la tutela dell'abbadessa di S. Maria delle Bianche Veteri, presso Porta Ticinese. Nel XIV secolo Donna Mafia (Maria) De Robacarri per onorare la memoria della madre fece affrescare e rinnovare completamente la chiesa.

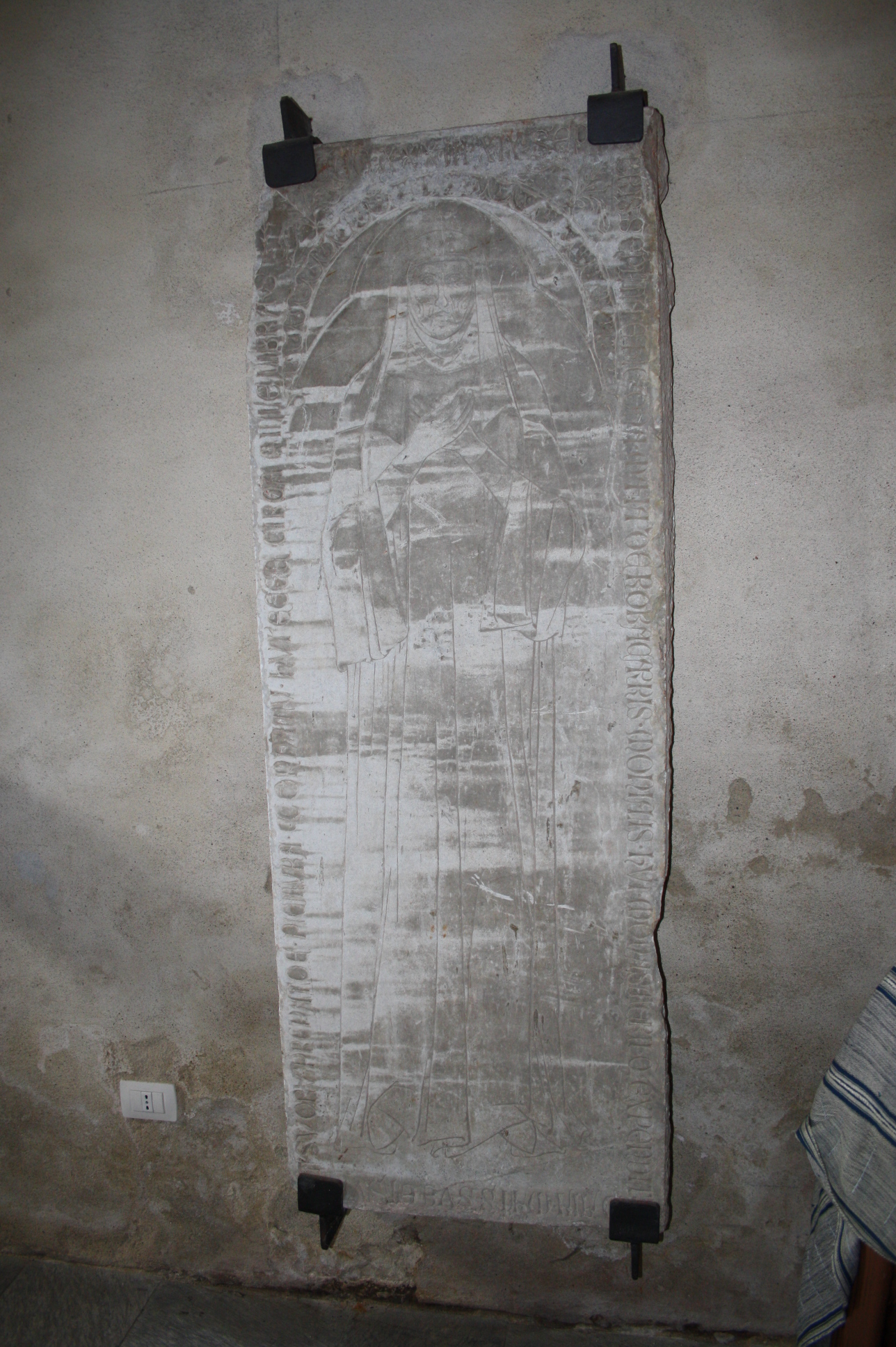
Lapide della badessa Maria Robacarri (1333).

Nel 1365 fu costruito il tratto iniziale del nuovo Naviglio per Pavia. Nel 1455 il corteggio nuziale di Tristano Sforza e di Beatrice d'Este, proveniente da Pavia e diretto a Milano, sostò a “S. Maria Ruffa”, che diventò poi Rossa. Nel 1783 durante i lavori di ampliamento del naviglio la chiesa si trovò sotto il livello di strada ed acque a questo seguì quindi la divisione della chiesa in due piani e la formazione di un accesso porticato, che dalla via Chiesa Rossa immetteva nell'edificio. Dalle planimetrie catastali del 1855 risulta che la Chiesa fosse inglobata in un complesso edilizio densamente articolato. Nel 1911 la Commissione regionale per la conservazione dei monumenti in Lombardia notifica la chiesa di Santa Maria alla Rossa quale edificio di notevole interesse artistico. Nel 1928 è dichiarata monumento nazionale. Nel 1951 vennero intrapresi alcuni lavori di restauro: l'affresco del catino absidale fu ridefinito completamente e le pareti interne intonacate. Nel 1960 il Comune di Milano acquistò il complesso Cascine Chiesa Rossa e con i restauri del 1966 vennero eliminati tutti gli interventi ottocenteschi, sigillati gli affreschi ancora presenti e venne ripristinato quello che doveva essere l'aspetto della chiesa nel XII secolo e riportati alla luce i resti altomedievali e i mosaici del II secolo. Tra il 2000 e il 2003 fu attuato un risanamento conservativo della chiesa e della canonica. Dal 2008 la chiesa è riaperta al pubblico e ospita una fraternità francescana.

## Aspetto generale

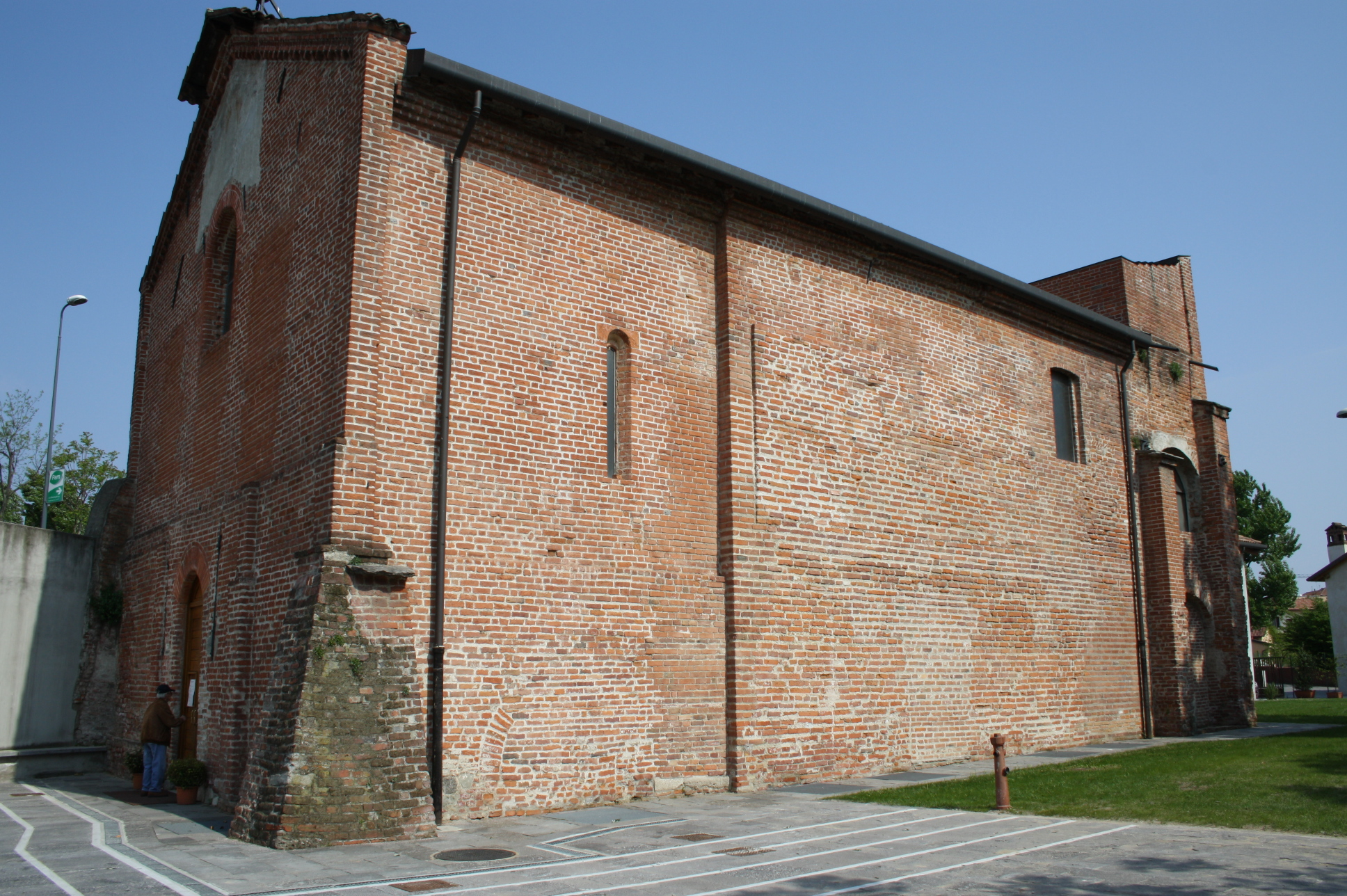
Esterno della "Chiesa Rossa".

La chiesa è a mattoni a vista e si trova al di sotto del piano stradale di 3 metri. A navata singola, con abside coperta da catino, si presenta in stile romanico come all'epoca dell'ultima ristrutturazione realizzata all'incirca nella seconda metà del XII secolo.
La facciata è caratterizzata da portale e monofora. Sopra quest'ultima si trovava l'affresco ora scomparso raffigurante una Maestà col Divino Figlio del XV secolo. La struttura ha caratteristico tetto a capanna sormontata da una piccola campana in luogo del campanile rimasto incompiuto. Il paramento esterno è in mattoni a vista. Nella parte superiore sotto lo spiovente del tetto gira una corona di archetti intrecciati. La chiesa termina in un unico abside di struttura lombarda, diviso in tre parti da lesene, coronate da archetti e ciascuna con una finestrella a tutto sesto.

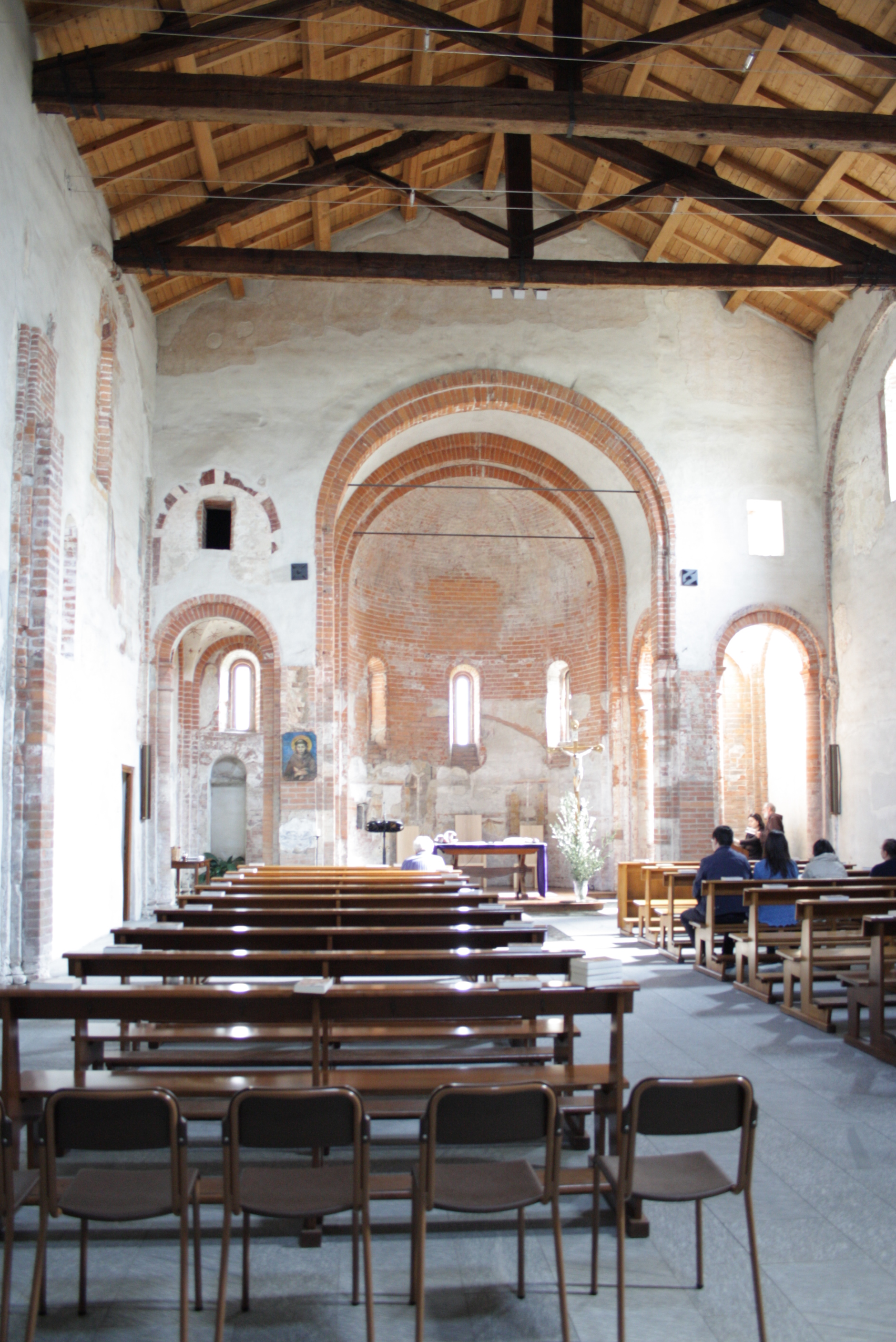
Aspetto attuale dell'interno della "Chiesa Rossa".

L'interno della chiesa era stato completamente affrescato nella prima metà del XIV secolo. Degli affreschi rimane poco in navata e nella zona absidale. Dalle poche tracce rimaste e dalla vecchia documentazione fotografica gli affreschi del 1300 sono attribuiti a scuola giottesca (Giotto era probabilmente a Milano quando furono realizzati). L'affresco dell'abside con Cristo in Mandorla è attribuibile al XII secolo. Nel centro della chiesa lastre trasparenti permetto di vedere i resti del sacello a croce e dei mosaici altomedievali.